# Tête de l’Estrop
Tête de l’Estrop – szczyt w Massif des Trois-Évêchés w Alpach Prowansalskich, części Alp Zachodnich. Leży w południowo-wschodniej Francji w departamencie Alpy Górnej Prowansji w regionie Prowansja-Alpy-Lazurowe Wybrzeże, przy granicy z Włochami. Jest to najwyższy szczyt Alp Prowansalskich. U jego stóp bierze swój początek rzeka Bléone - dopływ rzeki Durance. Szczyt można zdobyć drogą z miejscowości Prads-Haute-Bléone lub Méolans-Revel w dolinie Vallon du Laverq. 24 marca 2015 o zachodnie zbocze tej góry rozbił się samolot pasażerski Airbus A320 linii Germanwings, wykonujący lot z Barcelony do Düsseldorfu. Zginęli wszyscy na pokładzie - 144 pasażerów i 6 członków załogi.

## Bibliografia

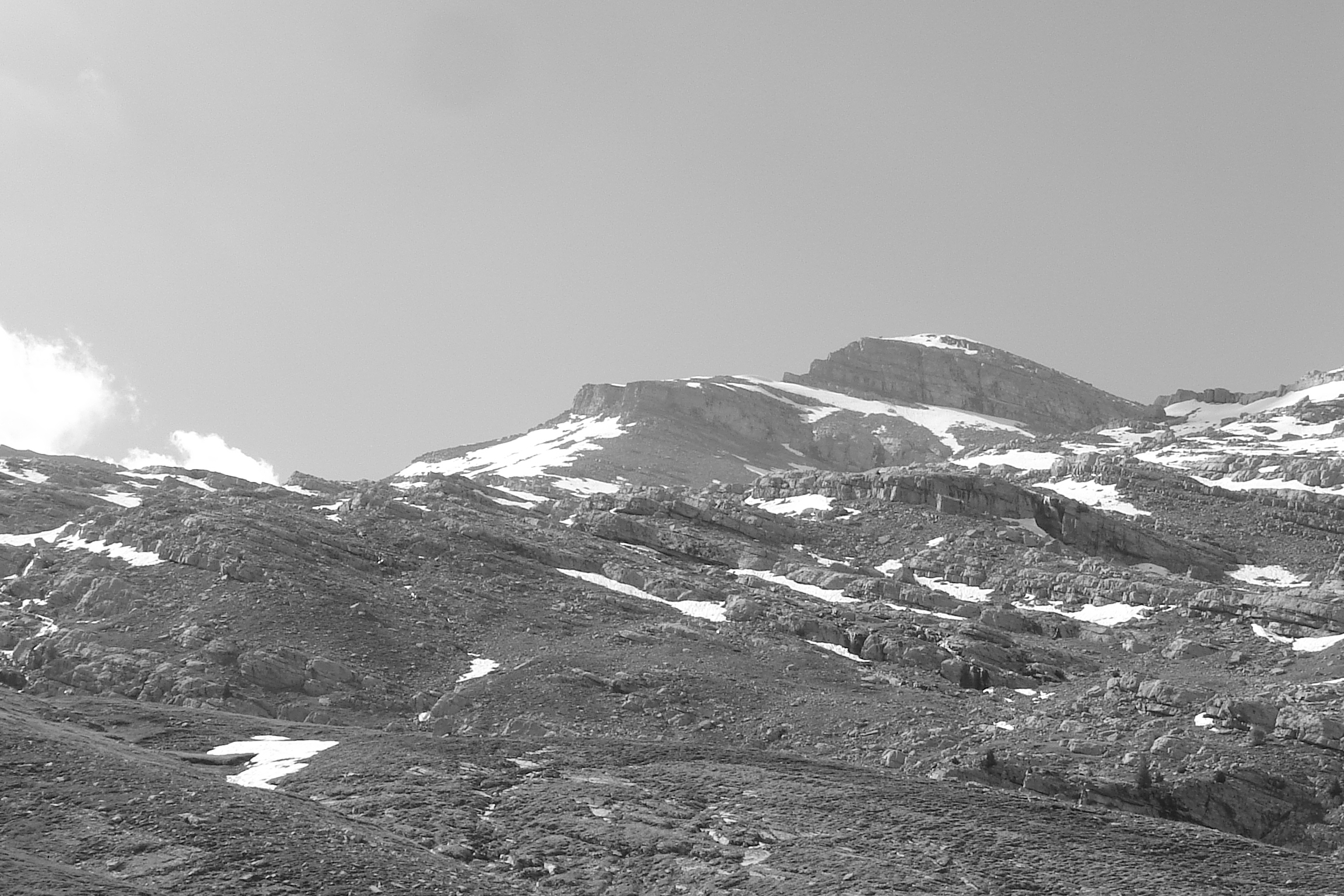
Tête de l’Estrop

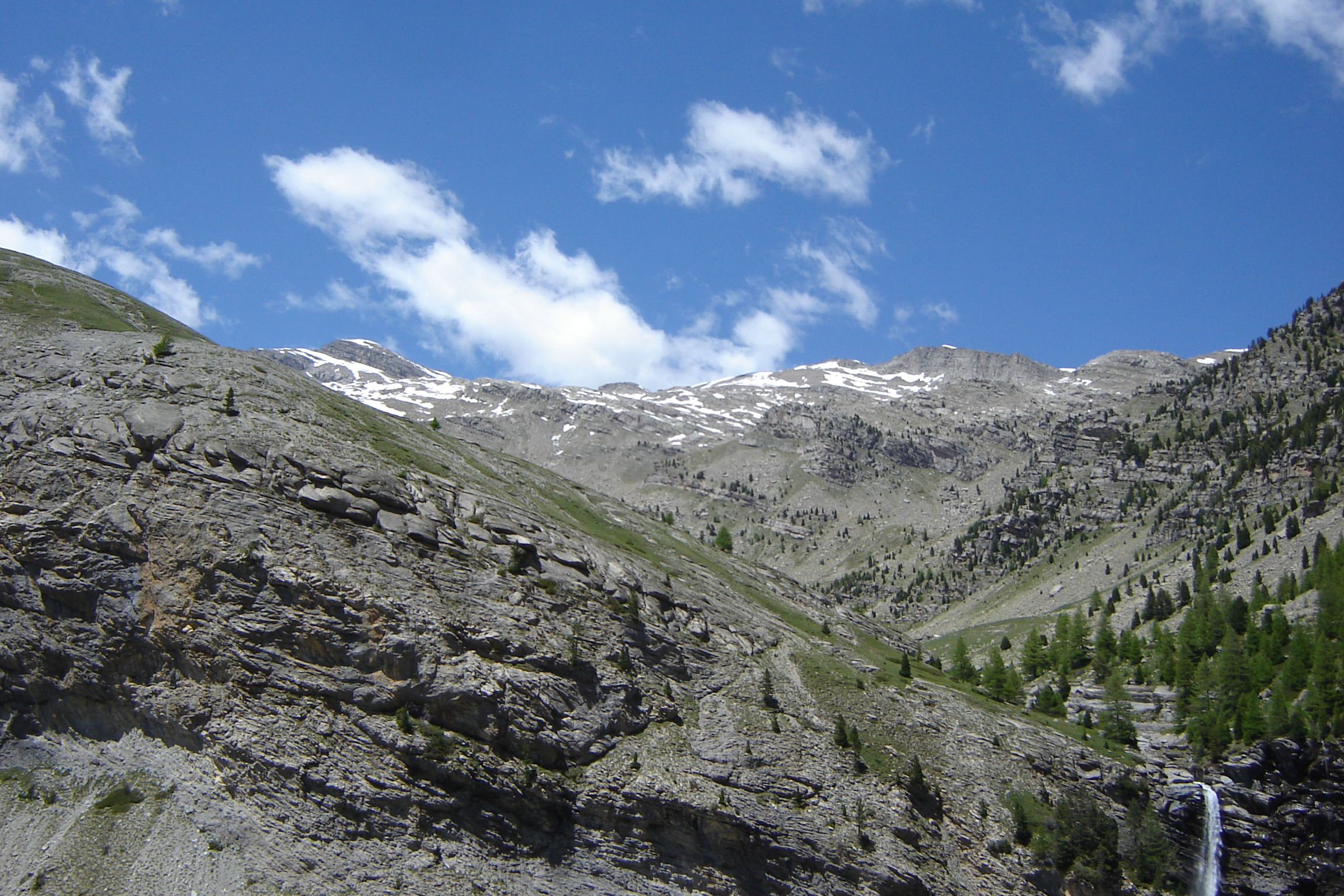
Tête de l’Estrop na drugim planie po lewej